# Alla Ghilenko
Alla Ghilenko (n. 12 iunie 1992, Varva, Regiunea Cernihiv, Ucraina) este o biatlonistă moldoveană. A concurat la Jocurile Olimpice de iarnă din 2022 în probele individual feminin și sprint feminin.

## Carieră
Ghilenko a concurat inițial pentru Ucraina și a făcut parte din echipa acesteia în sezonul 2014-2015. Începând cu sezonul de schi 2016-2017, a început să concureze pentru Republica Moldova.
S-a calificat la Campionatul Mondial de Schi Nordic FIS 2017, unde a participat în proba de sprint feminin, clasându-se pe locul 64 din 108. În calificările probei de 5 kilometri, a ocupat locul 19 din 35, însă nu a mai participat la cursa oficială de 10 kilometri.
A concurat în IBU Cup 2017-2018 și, ulterior, în Cupa Mondială de Biatlon 2020-2021. Cel mai bun rezultat al său a fost locul 37 în proba de sprint desfășurată la Nové Město na Moravě, Cehia, care reprezintă cea mai bună performanță personală a sa.
În iunie 2021, a devenit ambasadoare a Uniunii Internaționale de Biatlon (IBU).
Ghilenko a concurat la Jocurile Olimpice de iarnă din 2022. Ea a declarat: „Sunt încântată că m-am calificat la Jocurile Olimpice, ceea ce este foarte dificil în biatlon în zilele noastre. Pentru orice sportiv, calificarea este deja cea mai bună performanță din cariera sa.”
În martie 2022, după invazia rusă a Ucrainei, a transmis mesaje de susținere pentru Ucraina.

## Rezultate în carieră

### Cupa Mondială
- Cea mai bună clasare: locul 37.
- A terminat de trei ori în puncte de-a lungul carierei sale (sezonul 2021-2022: locul 90 în clasamentul general).

### Campionatele Europene de Juniori
- 🥉 Medalie de bronz la ștafeta mixtă în 2013 (pentru Ucraina).

Campionatele Mondiale de Juniori
- 🥈 Medalie de argint la ștafetă în 2013 (pentru Ucraina).
- 🥉 Medalie de bronz la ștafetă în 2012 (pentru Ucraina).

### Jocurile Olimpice
0 medalii
| Eveniment                                           | Individual | Sprint | Urmărire | Start în masă | Ștafetă | Ștafetă mixtă |
| --------------------------------------------------- | ---------- | ------ | -------- | ------------- | ------- | ------------- |
| Jocurile Olimpice de iarnă din 2022 China - Beijing | 72         | 86     | —        | —             | —       | —             |

### Campionatele Mondiale
0 medalii
| Eveniment                                                        | Individual | Sprint | Urmărire | Start în masă | Ștafetă | Ștafetă mixtă | Ștafetă mixtă individuală |
| ---------------------------------------------------------------- | ---------- | ------ | -------- | ------------- | ------- | ------------- | ------------------------- |
| Campionatul Mondial de Biatlon 2017 Austria - Hochfilzen         | 99         | 98     | —        | —             | —       | —             | —                         |
| Campionatul Mondial de Biatlon 2019 Suedia - Östersund           | —          | 84     | —        | —             | —       | —             | 21                        |
| Campionatul Mondial de Biatlon 2020 Italia - Rasun Anterselva    | 80         | 86     | —        | —             | —       | —             | —                         |
| Campionatul Mondial de Biatlon 2021 Slovenia - Pokljuka          | —          | 43     | 57       | —             | —       | 22            | 27                        |
| Campionatul Mondial de Biatlon 2023 Germania - Oberhof           | —          | 77     | —        | —             | —       | 23            | —                         |
| Campionatul Mondial de Biatlon 2024 Cehia - Nové Město na Moravě | 88         | 72     | —        | —             | —       | 18            | 19                        |
| Campionatul Mondial de Biatlon 2025 Elveția - Lenzerheide        | -          | 90     | —        | —             | —       | —             | —                         |